# Omar Ali-Shah
El Sayed Omar Ali-Shah Naqshbandi, también conocido como Agha, fue un líder espiritual del Sufismo, quien dedicó gran parte de su vida a difundir y enseñar en Occidente su punto de vista sobre dichas creencias esotéricas.

## Su vida
Nació en 1922 en lo que actualmente es territorio de Afganistán, dentro de una familia de la realeza india musulmana que se remonta a sí misma hasta el mismo Profeta Mahoma y a la dinastía persa de los Sasánidas. Pudiendo su ascendencia ser trazada al año 122 a. C.. Al igual que su hermano menor, el escritor Idries Shah, ha sido uno de los exponentes más reconocidos de la orden sufi Naqshbandi, caracterizada por varios y notables maestros sufies surgidos a partir del siglo X d. C.
Omar Alí-Shah vivió en Inglaterra y en los últimos tiempos pasaba las temporadas veraniegas en España.
A lo largo de su vida viajó constantemente por el mundo, dedicándose a adaptar y enseñar las ideas del Sufismo de una forma más accesible y práctica para el mundo occidental. Escribió diversos libros sobre la temática de la tradición Sufi y sus enlaces con la cultura occidental.

La Tradición Sufí no es una religión ni un culto. Es una filosofía de vida y su objeto es ofrecer al hombre una vía, un camino práctico que le permita alcanzar un grado de conciencia superior y, por medio de este estado elevado de conciencia, comprender su relación con el Ser Supremo.

Esta filosofía se ha transmitido durante siglos, conserva su antigua calidad y sus secretos antiguos han sido custodiados a fin de que esté disponible, inmutable y limpia para aquellos que buscan una sabiduría más profunda a través de una conciencia profunda.
Omar Ali-Shah

En 1967, en colaboración con el poeta inglés Robert Graves, editó una controvertida traducción de Los Rubaiyat de Omar Jayyam, obra que fuera severamente cuestionada por las corrientes islámicas más tradicionalistas del sufismo.
En torno a la figura de Omar Alí-Shah se han congregado gran cantidad de grupos de estudio, terapeutas y seguidores de las enseñanzas del sufismo en Latinoamérica (principalmente en México, Chile, Brasil y Argentina), Inglaterra, España, Francia, Alemania Italia, EE. UU. y Canadá. A esta corriente espiritual el mismo la identificó como La Tradición, presentándose como uno de sus custodios y exponentes modernos de esta antiquísima enseñanza, siendo la cabeza visible de varias Tariqah Sufies, entre ellos los Qadiri, los Chishti, los Jenizahr y los Naqshbandi.
Agha falleció, el 7 de septiembre de 2005 en Jerez de la Frontera, Provincia de Cádiz, y fue sepultado días después en Londres junto a su padre, Sirdar Ikbal Ali-Shah de Sardhana. 
las agrupaciones de La Tradición que giraban bajo su figura de líder y guía espiritual se dirigieron hacia las terapias alternativas y holísticas, aunque todas siguen la línea pura de sus enseñanzas, como por ejemplo la llamada Terapia Granada, basada en su libro El Sufismo como Terapia